# Aenne Burda

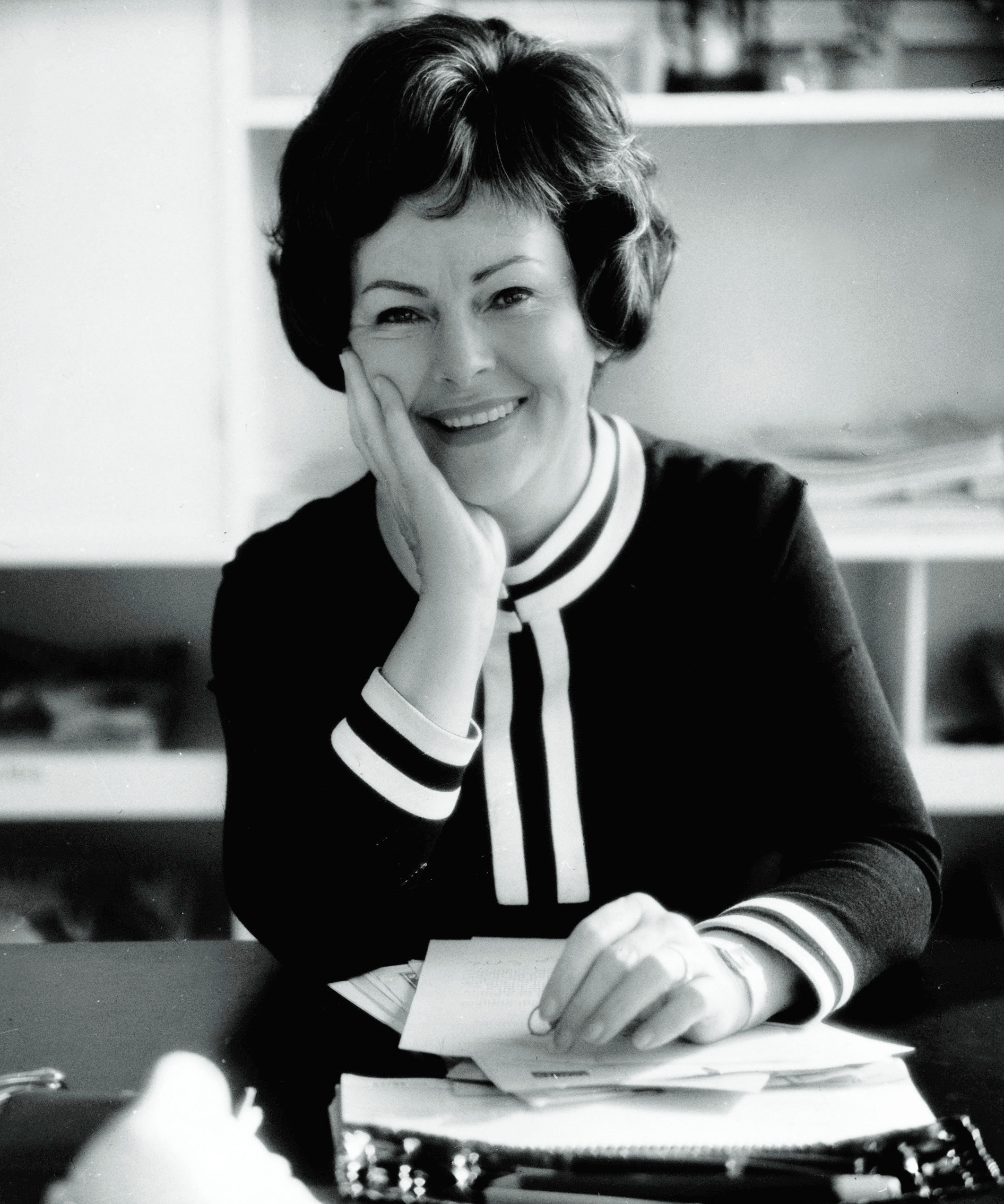
Aenne Burda

Aenne Burda, właśc. Anna Magdalene Burda, z domu Lemminger (ur. 28 lipca 1909 w Offenburgu, zm. 3 listopada 2005 tamże) – niemiecka wydawczyni prasy kobiecej grupy medialnej Burda.

## Życiorys
Urodziła się w Offenburgu. Była córką maszynisty. W wieku 17 lat opuściła liceum klasztorne i została kasjerką w firmie elektrycznej Offenburg. 
W 1930 roku poznała drukarza i wydawcę Franza Burdę, syna założyciela firmy poligraficznej Burda. Para pobrała się rok później, 9 lipca 1931 i miała trzech synów: Franza (1932), Friedera (1936–2019) i Huberta (1940). Była teściową aktorki Marii Furtwängler. 
Burda założyła dwie fundacje charytatywne, wspierając odpowiednio młodych naukowców i seniorów w swoim rodzinnym mieście. Aenne Burda zmarła w rodzinnym Offenburgu w wieku 96 lat z przyczyn naturalnych.

## Publikowanie czasopism
W 1949 r. Aenne Burda założyła magazyn mody w swoim rodzinnym mieście Offenburg. W tym samym roku zaczęła wydawać magazyn Favorit, który później przemianowano na Burda Moden. Pierwszy numer magazynu Burda Moden został wydany w 1950 roku w nakładzie 100 000 egzemplarzy. Stał się popularny na rynku po 1952 roku, kiedy zaczął zawierać kartki papieru ze wykrojami ubrań. Burda Fashion jest obecnie wydawana w 90 krajach w 16 różnych językach. W 1977 r. uruchomiła magazyn Burda CARINA, magazyn o modzie i stylu życia skierowany do młodszych kobiet.

## Burda wZSRRi wPolsce
W 1987 roku Burda Moden stała się pierwszym zachodnim magazynem opublikowanym w Związku Radzieckim, co Aenne Burda świętowała w Moskwie z Pierwszą Damą Związku Radzieckiego, Raisą Gorbaczow, pokazem swojej najnowszej kolekcji. 
Na polskim rynku wydawniczym Burda zaczęła się ukazywać w 1991 roku. Aenne Burda była z tej okazji w Polsce, spotkała się nawet z Danutą Wałęsową, choć już w okresie PRL magazyn był sprowadzany do Polski z zagranicy, szczególnie ze względu na zamieszczane w gazecie projekty wykonania konkretnych ubrań, które pozwalały w okresie niedoboru odzieży szyć nowoczesne ubrania niedostępne w sklepach.

## Nagrody
- 1974: Wielki Krzyż Orderu Zasługi Republiki Federalnej Niemiec
- 1979: Pierścień honoru Offenburga za rolę w rozwoju gospodarczym miasta
- 1984: Bawarski Order Zasługi
- 1985: Order Zasługi Badenii-Wirtembergii
- 1989: Jakob Fugger Medal przyznany przez Bavarian Publishers Association (pierwszy raz przyznany kobiecie)
- 1989: honorowe obywatelstwo Offenburga
- 1990: Order Zasługi Karla Valentina
- 1994: Złoty Order Zasługi prowincji Salzburg, Austria
- 2001: Gwiazda Orderu Zasługi Republiki Federalnej Niemiec za jej wyjątkowe osiągnięcia jako kobiety biznesu